# Tête de Ferret
Der Tête de Ferret ist 2713 m ü. M. hoch und liegt östlich des Mont-Blanc-Massivs auf der Grenze zwischen dem Kanton Wallis in der Schweiz und dem Aostatal in Italien. Er trennt das italienische Val Ferret im Westen und das schweizerische Val Ferret im Osten.
Nördlich des Tête de Ferret verläuft der Petit Col Ferret, südlich davon der Grand Col Ferret.